# Fontclaireau
Fontclaireau era una comuna francesa que estaba situada en el departamento de Charente, de la región de Nueva Aquitania, que el 1 de enero de 2023 pasó a formar parte de la comuna nueva de Mansle-les-Fontaines como comuna delegada.

## Demografía
| Gráfica de evolución demográfica de Fontclaireau entre 1800 y 2020 |
|                                                                    |

Los datos demográficos contemplados en este gráfico de la comuna de Fontclaireau se han cogido de 1800 a 1999 de la página francesa EHESS/Cassini, y los demás datos de la página del INSEE.